# Ursinia cakilefolia
Ursinia cakilefolia es una especie de planta fanerógama, perteneciente a la familia Asteraceae. Es originaria del sur de África. 

## Descripción
Las plantas son de un solo tallo ramificado en la base y alcanzando un tamaño de unos 45 cm de altura. Las hojas son de color verde brillante y finamente divididas, casi como hojas de zanahoria. Son lisas, suaves y ligeramente suculentas, y cuando son aplastadas, desprenden un olor dulce y fresco. El tallo de color verde, a menudo, toma el atractivo color rojo remolacha oscuro. En la punta de cada vástago aparece una sola margarita.  Una flor mide abierta unos 5 cm de diámetro. Los pétalos de las flores son de color naranja brillante o amarillo. El centro negro brillante tan típico de Ursinia cakilefolia está formada por escamas brillantes que cubren las florecillas interiores. El número de flores por planta varía de 15 a 20, y en función del calor ambiental, cada flor abierta dura un número de días antes de convertirse en bolas blancas con la forma de semillas.  Las abejas son los principales polinizadores, que visitan las flores para sus pequeñas cantidades de néctar. Las semillas se parecen en miniatura flores de papel blanco, y son de peso ligero, listo para flotar en la brisa cuando se secan, y dar a la planta su nombre común inglés, paracaídas margarita.

## Distribución
Se encuentra en los pisos de arena y pistas en Namaqualand y el Karoo occidental y por la costa oeste hasta Redelinghuys en la Provincia Occidental del Cabo. Las ursinias anuales germinan con las lluvias de otoño, crecen durante el invierno frío húmedo, florece en primavera y establecen las semillas antes del verano largo y seco.

## Taxonomía
Ursinia cakilefolia fue descrita por Augustin Pyrame de Candolle y publicado en Prodromus Systematis Naturalis Regni Vegetabilis 5: 690. 1836.
Etimología
Ursinia: nombre genérico que fue otorgado en honor del profesor Johannes Heinrich Ursinus 1608-1667.
cakilefolia: epíteto latíno que significa "con las hojas de Cakile"  